# Terraria
Terraria és un videojoc d'acció i aventura de món obert produït de forma independent per l'estudi Re-Logic. Té característiques tals com l'exploració, l'artesania, la construcció d'estructures i combatre diversos monstres.
El 16 de maig de 2011 es va llançar. S'estima que el joc va vendre al voltant de 50.000 còpies el dia del llançament, amb més de 17.000 jugadors en línia al mateix temps. En associació amb la productora 505 Games, el joc va ser llançat per a les plataformes XBOX 360, PS3 i PSvita on les seves vendes totals s'estimen al voltant d'un milió de còpies. El joc també va ser llançat per als sistemes Android i IOS aconseguint en aquestes plataformes 1.3 milions de còpies descarregades.

## Mecànica de joc
Terraria és un joc de construcció que a més conté elements d'exploració i aventura com el de jocs clàssics del SNES, com per exemple Metroid.
Abans de començar, el jugador pot personalitzar el personatge: canviant el seu cabell, camisa, pantalons i colors d'aquests, el cursor del ratolí també es pot canviar de color (en opcions), entre altres personalitzacions que permet el joc.
Al principi el jugador rebrà un destral de coure, una piqueta de coure i una espasa curta de coure, cent punts de vida (cinc cors). Juntament amb el personatge del jugador al costat del Guia, un NPC (personatge no jugable) que ens aconsella sobre la nostra marxa i ens mostra un menú d'artesania. Si es construeix una casa, i aquesta compleix amb els requeriments per ser-ho, llavors si estan creades les condicions un NPC ocuparà el local. El jugador no està obligat a viure en una casa.
El joc també té les seves característiques pròpies. Quan el jugador arriba compleix amb situacions específiques, alguns NPCs poden aparèixer i ocupar una habitació (sempre que el jugador disposi d'una). Entre aquests NPCs que es pot albergar al Comerciant, la Dríada, el Demoledor, el Venedor d'armes, la Infermera, la Mecànica, el Follet Chapucéro, el Venedor ambulant, el Pescador, el Mag, Santa Claus, la Steampunker, el Venedor de tints, la Chica fiestera, el Cyborg, el Pintor, el Metge bruixot, l'Home tòfona i el Pirata. Aquests personatges poden guarir, vendre articles i altres serveis, on el jugador utilitza les seves monedes per pagar-los, monedes obtingudes dels monstres en derrotar-los, destruir els atuells, o fins i tot en trobar cofres i tresors amagats al llarg del món. El joc també inclou biomes amb monstres independents, com l'infern, la corrupció, els boscos, la selva, el nevat, el desert, etc.
El joc també compta amb esdeveniments com la Lluna Sagnant, on es presenten més monstres i aquests poden entrar en les estructures construïdes pel jugador. Un altre esdeveniment és una Invasió de Follets. Alguns monstres o caps, com l'Ull de Cthulhu, també poden aparèixer si el jugador compleix determinades situacions o té elements específics per invocar-los. També hi ha esdeveniments com la lluna de carabassa o la lluna gelada les quals són més difícils i avançades, ja que compten amb monstres molt poderosos.
També es pot batallar amb caps, els quals donen objectes en ser derrotats pel jugador i són summament difícils de matar. La majoria són específics d'un bioma, com La Muralla de Carn que es troba en l'infern o Skeletron, el qual apareix en l'entrada a la masmorra, o també pot ser el cas de Plantera, la qual s'invoca en la selva destruint una flor color rosat.

CAPS DEL PRE-HARDMODE:
- Ull de Cthulhu
- Devoramundos
- Cervell de Cthulhu
- Esquelet
- Regna Abella
- Rei Slime
- Muro de carn
- Lepus (solament en versions mòbils pre 1.3)
- Turkor el Desagraït(solament en versions mòbils pre 1.3)

CAPS DEL HARDMODE:
- Els Bessons (Espazmatico i Retinator)
- El Destructor
- Skeletron Prime
- Regna Slime
- Ocram(solament en la versió de consola pre 1.3)
- Plantera
- Golem
- Emperatriu de la Llum
- Duke Fishron
- Cultist Llunàtic
- Lluna Senyor

CAPS EXCLUSIUS D'ESDEVENIMENTS:
- Mourning Wood
- Eclipse solar
- Rei Carabassa
- Everscream
- Santa-NK1
- Reina Gelada
- Martian Platillo
- Flying Dutchman

## Desenvolupament
Terraria va ser desenvolupat per Re-Logic, iniciant el gener de 2011, i està construït en el framework de Microsoft XNA. El joc va ser llançat el 16 de maig de 2011. Re-Logic està compost per Andrew Spinks, qui va dissenyar i va programar el joc, i Finn Brice, qui juntament amb Spinks va fer el disseny gràfic per al joc. La música va ser composta per Scott Lloyd Shelly a través del seu estudi Resonance Array.
Al febrer de 2012, els desenvolupadors van anunciar que no continuarien amb el desenvolupament actiu, però llançarien una actualització final per solucionar problemes. No obstant això, el desenvolupament reprendria en 2013 amb el llançament de la versió 1.2. Addicionalment, 505 Games ha portat el joc a diverses consoles de videojocs i afegit nou contingut, però no té cap dret sobre la versió de PC del joc. El 24 de gener de 2013, Spinks va sol·licitar suggeriments de noves característiques per a possibles actualitzacions futures de la versió de PC. Aquesta pregunta va ser posada a la gent en el fòrum oficial de Terraria. A partir del 3 d'abril de 2013, Spinks va publicar un spoiler de la possible actualització per Terraria, mostrant la possibilitat de l'actualització. Mentre que inicialment el llançament estava programat per a juliol de 2013, va anar després desplaçat a l'1 d'octubre de 2013. Spike Chunsoft va llançar la versió de PlayStation 3 al Japó, incloent articles exclusius com un vestit basat en Monokuma de Danganronpa: Trigger Happy Havoc.
En una entrevista amb Rock, Paper, Shotgun a l'octubre de 2013, Spinks va dir que estava treballant en la progressió final per Terraria, així com una possible actualització de Halloween. Ell també va anunciar que està planejant una seqüela.

## Terraria: Otherworld
El 9 de febrer de 2015 s'anuncia nou lliurament (no és una seqüela, és un projecte altern amb un enfocament fresc al terraria original) l'anomenat Terraria: Otherworld, l'aventura es trasllada fins a una dimensió alternativa, on els jugadors hauran de lluitar a vida o mort per restablir l'ordre en un món dominat per les forces del mal. L'usuari podrà fer ús de tota mena de materials que es trobin al seu pas per construir el que necessiti, així, i usant tota la seva imaginació, podrà vèncer al mal en un món obert i en 2D, però amb graficos millorats.

## Items
Els objectes que es poden obtenir de moltes maneres diferents, com ara:
Matar els enemics.
Mineria diversos blocs.
Trencant gerros.
Trobar Cofres.
La compra d'NPCs.
Obtenció d'altres jugadors en la manera multijugador.
Trencant cors carmesí o or d'ombra.Caçapapallones
Trencant plantes.
Agafant essers vius amb un caçapapallones

### Armes cos a cos
| Nom                        | Dany | Velocitat           | Empenta | Estil d'atac           | Bonus                              |
| -------------------------- | ---- | ------------------- | ------- | ---------------------- | ---------------------------------- |
| Espasa de fusta            | 7    | Mitjana             | 4       | Oscil·lació            | --                                 |
| Espasa de fusta de caoba   | 8    | Ràpida              | 5       | Oscil·lació            | --                                 |
| Espasa de fusta de boreal  | 8    | Ràpida              | 5       | Oscil·lació            | --                                 |
| Espasa de fusta de palmera | 8    | Ràpida              | 5       | Oscil·lació            | --                                 |
| Espasa curta de cobre      | 5    | Molt ràpida         | 4       | Apunyalar              | --                                 |
| Sable de cobre             | 8    | Mitjana             | 5       | Oscil·lació            | --                                 |
| Espasa de cactus           | 9    | Ràpida              | 5       | Oscil·lació            | --                                 |
| Espasa curta de estany     | 7    | Molt ràpida         | 4       | Apunyalar              | --                                 |
| Sable de estany            | 9    | Mitjana             | 5       | Oscil·lació            | --                                 |
| Ebonwood sword             | 10   | Ràpid               | 5       | Oscil·lació            | --                                 |
| Shadewood sword            | 10   | Ràpid               | 5       | Oscil·lació            | --                                 |
| Espasa curta de ferro      | 8    | Molt ràpida         | 4       | Apunyalar              | --                                 |
| Sable de ferro             | 10   | Mitjana             | 5       | Oscil·lació            | --                                 |
| Espasa curta de plom       | 9    | Molt ràpida         | 4       | Apunyalar              | --                                 |
| Sable de plom              | 11   | Molt ràpida         | 5       | Oscil·lació            | --                                 |
| Espasa de fusta de perla   | 11   | Mitjana             | 5       | Oscil·lació            | --                                 |
| Sable de plata             | 11   | Mitjana             | 5       | Oscil·lació            | --                                 |
| Espasa curta de tungstè    | 10   | Mitjana             | 4       | Apunyalar              | --                                 |
| Sable de tungstè           | 12   | Mitjana             | 5       | Oscil·lació            | --                                 |
| Cimitarra exòtica          | 20   | Molt ràpid          | 4       | Oscil·lació            | Deixa anar matant comerciant       |
| Tisores amb estil          | 14   | Molt ràpid          | 4       | Oscil·lació            | Ho dona l'Estilista cuant la mates |
| Braç de zombie             | 12   | Molt ràpid          | 4.5     | Oscil·lació            | --                                 |
| Espasa curta de or         | 11   | Molt ràpid          | 4       | Apunyalar              | --                                 |
| Sable de or                | 13   | Molt ràpid          | 5       | Oscil·lació            | --                                 |
| Espasa curta de platí      | 13   | Molt ràpid          | 4       | Apunyalar              | --                                 |
| Sable de platí             | 15   | Molt ràpid          | 5       | Oscil·lació            | --                                 |
| Boomerang de fusta         | 7    | Ràpid               | 5       | Tirar                  | --                                 |
| Llança                     | 8    | Molt lent           | 6.5     | Apunyalada direccional | Pot tocar mes de un                |
| Espasa de dolç             | 16   | Mitjana             | 5.3     | Oscil·lació            | --                                 |
| Boomerang encantat         | 13   | Molt ràpid          | 8       | Tirar                  | Fa llum                            |
| Boomerang de gel           | 14   | Molt ràpid          | 8.5     | Tirar                  | Fa llum                            |
| Chacra de pastis de fruita | 14   | Molt ràpid          | 8       | Tirar                  | --                                 |
| Trident                    | 10   | Molt lent           | 5       | Apunyalada direccional | Pot tocar mes de un                |
| La forquilla podrida       | 14   | Lent                | 5       | Apunyalada direccional | Pot tocar mes de un                |
| Guant aplanat              | 13   | Increïblement ràpid | 4       | Punxada contínua       | --                                 |
| Espasa de fulla de gel     | 17   | Molt ràpid          | 4.75    | Oscil·lació contínua   | Dispara una bola de gel, emet llum |
| Espasa d'os                | 17   | Ràpid               | 4.5     | Oscil·lació            | --                                 |
| Katana                     | 16   | Ràpid               | 3.5     | Oscil·lació contínua   | Alta probabilitat de cops crítics  |
| Dany de llum               | 17   | Molt ràpid          | 5       | Oscil·lació            | --                                 |
| ...                        | ...  | ...                 | ...     | ...                    | ...                                |

### Armes a distàncies
| Nom                 | Dany | Tipus de dany | Velocitat | Temps d'ús   | Empenta | Autofoc | Raretat | Preu de venda |
| ------------------- | ---- | ------------- | --------- | ------------ | ------- | ------- | ------- | ------------- |
| Arc de fusta boreal | 6    | Distància     | 0         | 25 (mitjana) | 0       | No      | Blanc   | 20 Cobre      |
| Arc demoniac        | 14   | Distància     | 0         | 24 (ràpid)   | 1       | No      | Blau    | 36 Plata      |
| Arc d'or            | 11   | Distància     |           |              |         |         |         |               |
| Adamantita          | 40   | Distància     |           |              |         |         |         |               |